# النظر في الظلام (رواية)
النظر في الظلام (بالإنجليزية: Looking on Darkness)‏ هي رواية للكاتب الجنوب أفريقي أندريه برينك. وكانت أول رواية تحظرها حكومة جنوب أفريقيا العنصرية، نشرت عام 1973، عن دار نشر في جنوب أفريقيا. 